# Commis d'office (film)
Ne doit pas être confondu avec Commis d'office.
Pour plus de détails, voir Fiche technique et Distribution.
Commis d'office est un thriller français réalisé par Hannelore Cayre, sorti en 2009.

## Synopsis
Antoine Lahoud (Roschdy Zem) est un avocat pénaliste déçu par le milieu judiciaire. Il s'occupe de cas minables et se retrouve un peu par défaut, spécialiste des commissions d'office.
Il est repéré par Henry Marsac (Jean-Philippe Écoffey), un avocat à la réputation plus que sulfureuse. Ce dernier le flatte et l'engage pour la défense de gros truands et le fait goûter aux joies de l'argent facile, et du sentiment grisant de la réussite.
En fait, Marsac a un plan et le piège pour qu'il s'occupe du cousin d'un truand de ses amis et accepte de le remplacer lors d'une visite en prison. Les 2 millions d'euros promis se transformeront en 1,5 pour le plus grand déplaisir de Lahoud.
La substitution s'effectue, le prisonnier sort. Lahoud sera incarcéré, mais sa vie sera en danger. Grâce à des sécurités prises avant de se faire passer pour le truand, il réussira à faire peur à Marsac en faisant dénoncer certaines activités louches…

## Fiche technique
- Titre : Commis d'office
- Réalisation et scénario : Hannelore Cayre
- Photographie : Benoît Chamaillard
- Musique : Charlie Nguyen Kim
- Décors : Marie-Hélène Sulmoni
- Costumes : Virginie Alba
- Montage : Lisa Pfeiffer
- Production : Marc Irmer
- Sociétés de production : Dolce Vita Films, BAC Films, Arte France Cinéma, Rhône-Alpes Cinéma
- Société de distribution : BAC Films
- Pays de production :  France
- Langue originale : français
- Format : couleur — 1,85:1 — son Dolby SRD
- Genre : thriller
- Durée : 91 minutes
- Dates de sortie :
  - France : 26 mars 2009 (festival Quais du polar à Lyon)[1] ; 6 mai 2009 (sortie nationale)

## Distribution
- Roschdy Zem : Maître Antoine Lahoud
- Jean-Philippe Écoffey : Maître Henry Marsac
- Mathias Mlekuz : Bertrand
- Sophie Guillemin : la juge d'instruction Garance Leclerc
- Jean-Pierre Martins : Barsamian
- Robert Chartier : Sellem
- Pierre Londiche : Maître Le Peltier Pouchard
- Hannelore Cayre : la première présidente du tribunal
- Jacky Nercessian : le second président du tribunal
- Nathalie Lacroix : la greffière
- Toni Hristoff : Dostom, un prisonnier albanais
- Jean-Claude Montheil : le juge d'instruction
- Vinciane Millereau : la juge des libertés et de la détention
- Jean-Jacques Nonot : le gendarme chef